# The Breed - La razza del male
The Breed - La razza del male (The Breed) è un film del 2006 diretto da Nicholas Mastandrea.

## Trama
Il film inizia con una coppia di fidanzati che, dopo essersi persi, trovano attracco su un'isola. La ragazza scende per cercare un bar, ma si trova di fronte ad un ex canile dal quale escono dei cani feroci che la sbranano.
Non molto tempo dopo due fratelli, Matt e John, insieme ad altri tre amici e compagni universitari, Nicki, la fidanzata di John, Sara e Noah, il "buffone" del gruppo si dirigono in quest'isoletta deserta dove, fino alla sua morte, risiedeva un loro lontano zio veterinario e animalista. Lo scopo di questo viaggio è quello di trascorrere un fine settimana nel divertimento e senza il pensiero degli studi.
Nel giro di poco tempo i ragazzi sono vittime di numerosi attacchi da parte di un gruppo numeroso di cani che vede con ostilità i nuovi arrivati. Noah viene inseguito dal branco; Sara viene morsa da un cane che le attacca la rabbia o una malattia che le assomiglia. Il giorno dopo i ragazzi si recano ad una battuta di caccia ma all'improvviso dai cespugli spunta fuori l'uomo che si era perso all'inizio del film. Lo sfortunato tenta di avvertirli dei rischi che corrono ma un grosso cane nero gli salta addosso e lo uccide prima che possa completare la frase.
Il gruppo tenta quindi di rifugiarsi in casa; Nicki però rimane indietro e viene azzannata da un cane che tenta di trascinarla nella boscaglia. John, che è un abile arciere, tenta di salvare la ragazza scoccando una freccia; il cane però se ne accorge e riesce a scansarsi e la freccia si conficca nel polpaccio di Nicki. Entrati in casa i ragazzi cominciano a ipotizzare il motivo dello strano comportamento dei cani. Quando lo zio lavorava al canile si diffuse tra i cani un'epidemia di rabbia che costrinse i veterinari a sopprimerli. In un primo momento pensano che i cani che li hanno attaccati siano cani infetti riusciti a scampare alla soppressione ma Matt, anche lui veterinario, lo esclude perché nei cani la rabbia porta alla morte entro poco tempo ed è quindi impossibile che degli animali infetti siano sopravvissuti per tutti quegli anni. Deducono quindi che si trovano di fronte ad un'altra malattia; intanto il cane nero sfonda una finestra e salta addosso a Noah. Il ragazzo riesce a divincolarsi quindi John blocca il cane e gli taglia la gola.
Il gruppo decide quindi all'unanimità di lasciare l'isola a bordo dell'idrovolante con cui erano arrivati ma non appena si avvicinano al molo scoprono che i cani hanno staccato a morsi la corda che lo teneva. John allora si butta in acqua per recuperare la barca; i cani però lo stavano aspettando a bordo e si gettano al suo inseguimento. Il ragazzo riesce a tornare a terra a nuoto e i suoi compagni scacciano i cani a colpi di remi uccidendone uno. Rientrati in casa gettano fuori il cadavere del cane nero per distrarre i suoi compagni che si avventano sul corpo per divorarlo; nel frattempo Matt esce dall'uscita secondaria per prendere una carrucola che gli consentirà di arrivare al garage tramite i fili elettrici, di prendere la macchina e di andare a cercare il mezzo con cui era arrivato l'uomo divorato dal branco. Nicki si offre volontaria ma scopre che la macchina è troppo vecchia per accendersi.
Quella sera le belve riescono a penetrare nella casa; i ragazzi si rifugiano in soffitta ma Noah rimane indietro e viene ucciso. La mattina dopo i cani sembrano essere spariti così John e Matt recuperano la macchina, la fanno partire e tornano a casa a recuperare Nicki e Sara. Quest'ultima però non riesce a muoversi; John tenta di aiutarla ma all'improvviso un grosso cane giallo fa irruzione nella stanza e aggredisce Sara che si sacrifica per salvare il ragazzo.
I tre sopravvissuti si recano all'ex canile dove scoprono che qui non solo si addestravano cani da combattimento, ma si praticavano su di loro esperimenti meschini e modificazioni genetiche che li hanno resi eccezionalmente feroci ed intelligenti. Sconcertati dalla paura tentano di ripristinare la radio e di chiedere aiuto ma riescono solo a provocare un cortocircuito ed un incendio. Intanto sono arrivati i cani che ricominciano ad attaccarli; Nicki riesce a provocare un'esplosione che mette in fuga le belve; a quel punto i tre trovano una barca a vela e scappano da quella terribile isola. Ma nel finale, mentre Matt apre la porta che dà alla cabina della barca, un cane nascosto all'interno attacca il gruppo.

## Produzione
Il film vede il debutto di Nick Mastandrea come regista. Il film è stato girato in gran parte in Sudafrica, e le riprese sono durate sei settimane. Per il film sono stati usati 29 cani. Dieci addestratori hanno impiegato otto settimane per preparare gli animali per le riprese.
- Gli attori hanno fatto 3-4 giorni di dog training con i cani usati nel film.
- Ian Somerhalder faceva parte del cast iniziale, ma poco dopo l'inizio delle riprese se ne andò.

## Distribuzione
Il film è uscito in Italia il 1º giugno 2006.

## Accoglienza
Il film ha ottenuto un elevato numero di recensioni negative. Questo è forse dovuto alla bassa qualità del film che presenta una trama male sviluppata e diverse sequenze inverosimili (Nicki si trova nell'edificio quando questo esplode ma ne esce poco dopo completamente illesa, la macchina lasciata davanti al cancello che riappare poco dopo in un'altra locazione).
Su Rotten Tomatoes il film ha un indice di gradimento del 17%.